# الأبجدية التعليمية الأولية
الأبجدية الأولية
الأبجدية التعليمية الأولية هي بديل من الأبجدية اللاتينية والتي تم تطويرها من قبل السير جيمس بيتمان (حفيد السير آيساس بيتمان، مخترع نظام الإختزال) 
في أوائل الستينات.
لم يكن مقصوداً أن تكون نسخاً صوتياً دقيقاً للأصوات الإنجليزية، أو إصلاحاً هجائياً للإنجليزية على هذا النحو، لكن بدلاً من نظام الكتابة العملي المبسط الذي يمكن أن يستخدم لتعليم الأطفال الناطقين بالإنجليزية أن يقرأوا بسهولة أكبر مما يفعلون باستخدام التهجئة التقليديةبعد أن يتعلم الأطفال القراءة باستخدام الأبجدية التعليمية الأولية، سيصبح بإمكانهم لاحقاً أن يتوجهوا لتعلم إملاء الإنجليزية الأساسي، وعلى الرغم من أنها حققت درجة معينة من الرواج في بدايات الستينات، فقد انخفض استخدامها لاحقاً.

## التفاصيل
تمتلك الأبجدية الأولية التعليمية في الأصل ثلاثة وأربعين رمزاً ثم توسعت إلى أربعة وأربعين، ثم خمسة وأربعين رمزاً.
في الغالب يمثل كل رمز صوتاً لحرف إنجليزي (متضمناً الحروف الرقيقة والمدغمة (حرفي علة يكتبان متصلين))، لكن هناك تعقيدات بسبب الرغبة لتجنب جعل الأبجدية التعليمية الأولية مختلفة بلا داعي عن الإملاء الإنجليزي القياسي (والتي قد تصنع تحولاً من الأبجدية الأولية إلى إملاء معياري أكثر صعوبة)، من أجل تمثيل العديد من طرق اللفظ أو اللهجات الإنجليزية بشكل محايد. على وجه الخصوص، لم يكن هناك فصل.
رموز الأبجدية التعليمية الأولية لصوت ال "schwa" غير المضغوط [ə], الذي يكتب بنفس الحروف المستخدمة لكتابة أصوات حروف علة كاملة. وهناك أيضاً العديد من الطرق لكتابة ال "i" غير المضغوط والحروف الساكنة بواسطة اللواحق.
تكتب الحروف الساكنة بحروف مضعفة مثل "ch"، "tch"، الخ...
كما وتكتب تسلسلات التهجئة القياسية باستخدام رموز مختلفة في الأبجدية التعليمية الأولية.
مجموعة الرموز الأبجدية الأولية تتضمن حروفاً مرتبطة (الحروف المركبة المطبعية) لتحل محل تراكيب مكونة من حرفين ("wh" و"sh" و "ch") من الكتابة الإنجليزية التقليدية، وأيضاً الحروف المركبة لمعظم حروف العلة الطويلة.
هناك نوعان من التراكيب المميزة للأصوات المسموعة وغير المسموعة ل "th" في الإنجليزية، وحروف مدمجة خاصة ل تركيب ال"ng" يشبه حرف "n" اللاتيني مع حلقة.
و هناك بديل ل حرف "r" لإنهاء المقاطع التي تكون صامتة في اللهجات الغير روتينية مثل النطق المُتَلَقَّى، لكن في اللهجات الروتينية مثل لهجة الأمريكين بشكل عام واللهجة الإنجليزية الأسكتلندية (هذا كان الرمز الرابع والأربعين الذي تمت إضافته إلى أبجدية التعليم الأولية) هناك صوتين في الإنجليزية كل منهما يمتلك أكثر من حرف واحد في الأبجدية التعليمية الأولية والذي وظيفته الأساسية هو كتابتهم.
لذلك، فإن كتابة صوت [k] بالحروف «c«أو»k» في الأبجدية التعليمية الأولية يعتمد على الطريقة التي يكتب بها الصوت في التهجئة الإنجليزية القياسية، كما وأيضاً إذا كان الصوت [z] مكتوباً بحرف "z" الإعتيادي أو بحرف «زد» ذو خلفية خاصة (والذي يحل محل حرف "s" في الإنجليزية القياسية حيث تمثل صوتاً مسموعاً، والتي مرئياً تمثل صيغة ذات زوايا للحرف "s").حرف ال «زد» الذي يلفظ بصوت "z" ويكتب ك حرف "s" يحدث في الغالب في العديد من صيغ الجمع للأسماء، صيغ الضمير الحاضر المفرد الغائب للأفعال (ومن ضمنهم الضمير "is" في الإنجليزية).
كل حرف من حروف الأبجدية التعليمية الأولية يمتلك اسماً، لفظاً خاصاً به يتضمن الصوت الذي يمثله كل رمز. على سبيل المثال، اسم حرف "z" ذو الخلفية المميزة هو "zess"، نوع محرف خاص تم ابتكاره للأبجدية التعليمية الأولية التي تكتب رموزها بحروف صغيرة (هي صيغ للحرف تعتمد على أنواع ديدون مثل كتاب مدرسة القرن والحديث الأحادي). فحيث أن الإنجليزية القياسية تستخدم حروفاً كبيرة فإن التعليمية الأولية هي ببساطة تستخدم إصدارات أكبر لنفس الرمز المكتوب بحروف صغيرة.
الرسم البياني التالي يوضح إصدار الأربع وأربعين رمزاً للأبجدية التعليمية الأولية مع لفظ كل حرف مشار إليه برمز في الأبجدية الصوتية الدولية.
لاحظ أن حرف "d" عبارة عن صيغة مختلفة بشكل مميز للحرف "b" أكثر من كونه محارف قياسية (والذي هو ممكن منذ أنه لا يوجد حرف "q" في الأبجدية التعليمية الأولية).
لاحقاً الرمز الخامس والأربعون تمت إضافته للتوفيق بين اختلافات اللهجات. في المجموعة الأصلية، ال «a-المعقوفة» أو «a-من جزئين» (a) كانت تستخدم لحروف العلة في كلمة "cat" (المجموعة المعجمية TRAP)، و a-المدورة«أو»a-من جزء واحد«لصوت a في كلمة»father«(المجموعة المعجمية PALM). لكن المجموعة المعجمية BATH (حروف مثل»half"،"dance"، "rather) تتوافق مع PALM في بعض اللهجات من ضمنها النطق المُستَلَم، ومع TRAP في لهجات أخرى من ضمنها الإنجليزية الأمريكية. لذلك فإن الرمز الجديد «a-النصف حلقة» ابتكر لتجنب ضرورة إنتاج مواد تعليمية منفصلة للمتحدثين بلهجات مختلفة.

## الإنحدار
أي ميزة للأبجدية التعليمية الأولية في جعل تعلم قراءة الإنجليزية أسهل للأطفال قابلها عادةً عدم قدرة الأطفال على نقل مهارات قراءة الأبجدية التعليمية الأولية الخاصة بهم بشكل فعال لقراءة الإملاء الإنجليزي القياسي، أو/و يكونون مشوشين بشكل عام بسبب الخاجة للتعامل مع أبجديتين في سنوات قراءتهم الأولى.
طرق معينة بديلة (مثل ربط الأصوات بالألوان، لذلك على سبيل المثال، عندما الحرف "c" يكتب صوت "k" سوف يتم تلوينه بنفس اللون مثل الحرف "k"، لكن عندما حرف «سي» يكتب صوت "s" يمكنك حينها أن تلونه ك "s" كما في كلمات بالألوان وقراءة قصة لون) وُجِد أن لديها نفس ميزات الأبجدية التعليمية الأولية بدون معظم السلبيات. رغم أن الأبجدية التعليمية الأة لية في الأصل ليست مقصودة أن تُملي منهجاً عملياً واحداً لتعليم القراءة، فقد تم تصنيفها مع الطرق الصوتية، وبعد الستينات تأرجح بندول نظرية التعليم بعيداً عن الصوتيات.
لازالت الأبجدية التعليمية الأولية موضع اهتمام النقاشات حول الإصلاحات المحتملة لتهجئة الإنجليزية. حيث كان هناك محاولات لتطبيق الأبجدية التعليمية الأولية باستخدام الرموز التي يمكن إيجادها في لوحة مفاتيح الآلة الكاتبة لتجنب استخدام رموز خاصة.